# Европейское космическое агентство
Европе́йское косми́ческое аге́нтство (сокращённо ЕКА; англ. European Space Agency, ESA; фр. Agence spatiale européenne, ASE; нем. Europäische Weltraumorganisation) — международная организация, созданная в 1975 году в целях исследования космоса; было создано на базе и взамен двух первых европейских космических консорциумов 1960-х — начала 1970-х годов: ESRO — управления по космическим исследованиям, занимавшегося созданием спутников и ELDO — организации по разработке ракет-носителей «Европа».
ЕКА состоит из 22 постоянных членов, в некоторых проектах также принимает участие Канада.

## История

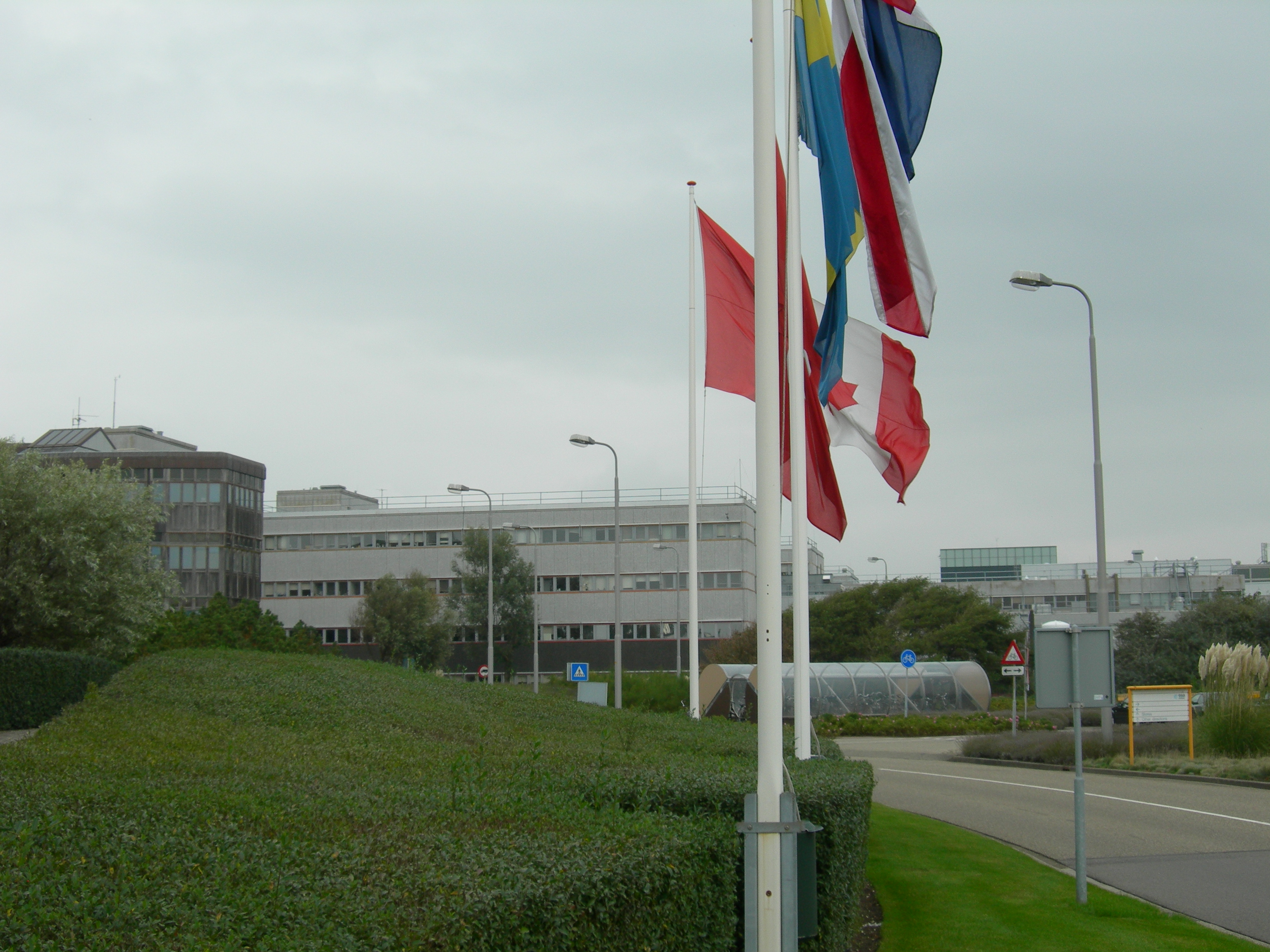
ESTEC был главным техническим центром ESRO и оставался таковым до преемника организации, ЕКА

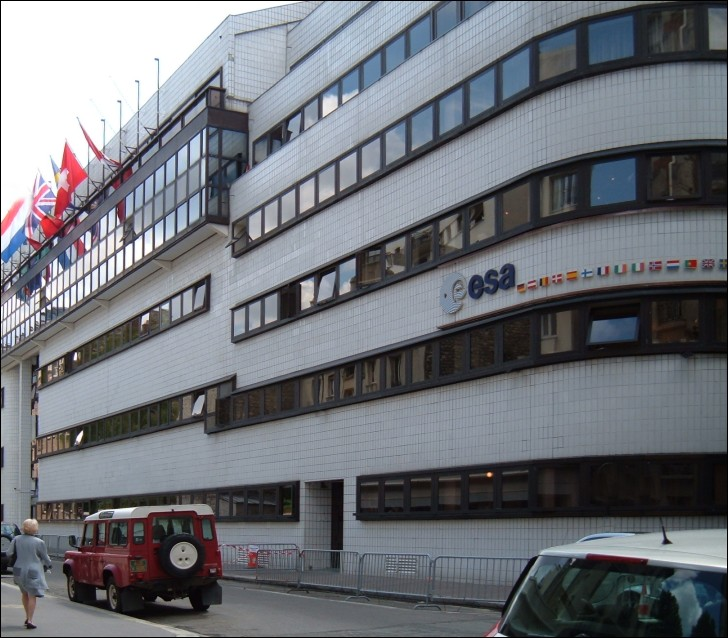
Штаб-квартира ЕКА в Париже

После Второй мировой войны многие европейские учёные оставили Западную Европу для того, чтобы работать в Соединённых Штатах. Несмотря на бум 1950-х годов, позволивший западноевропейским странам инвестировать в исследования и, в частности, в космическую деятельность, западноевропейские учёные выполняли только национальные проекты, которые не могли составить конкуренцию проектам двух сверхдержав. В 1958 году, всего через несколько месяцев после того, как произошёл спутниковый кризис, Эдоардо Амальди и Пьер Оже, два видных представителя западного европейского научного сообщества в то время, встретились, чтобы обсудить основы общего Европейского космического агентства. В заседании приняли участие представители науки из восьми стран, в том числе Гарри Мэсси (Великобритания).
Страны Западной Европы решили создать два различных ведомства, одно занималось разработкой системы запуска ELDO (европейский старт) и предшественник Европейского космического агентства, ESRO (Европейская организация космических исследований). Последнее было создано 20 марта 1964 года. Соглашение подписано 14 июня 1962 года. С 1968 по 1972 год ESRO были проведены многочисленные успешные проекты. Семь исследовательских спутников были доставлены на орбиту, для их выведения использовались американские системы запуска. Ракеты-носителя «Ариан» в то время ещё не существовало.
ЕКА в его нынешнем виде было основано в 1975 году, когда ESRO был объединён с ELDO. У Европейского космического агентства было 10 учредителей: Бельгия, Дания, Франция, Германия, Италия, Нидерланды, Испания, Швеция, Швейцария и Великобритания. Позже к ним присоединились Ирландия (1980), Норвегия и Австрия (1987), Финляндия (1995), Португалия (2000), Греция и Люксембург (2005), Чехия (2008), Румыния (2011), Польша (2012), Венгрия и Эстония (2015). Из Конвенции о ЕКА, деятельность организации направлена на создание и развитие мирного сотрудничества стран Европы в сфере космических исследований, разработку и внедрение долгосрочной европейской космической политики.
Среди приоритетных направлений деятельности ЕКА — исследования ближнего и дальнего космического пространства, микрогравитации, разработка спутников для связи и навигации, создание ракет-носителей, развитие наземных научно-технических центров.
ЕКА запустило свою первую крупную научную миссию в 1975 году, Cos-B, орбитальную обсерваторию. Спутник позволил получить детальные карты излучения Галактики в жёстком гамма-диапазоне. Впоследствии на околоземную орбиту выводились спутники разного назначения — метеорологические, навигационные, телекоммуникационные, астрономические и т. д.
В 1979 году с космодрома Куру была запущена первая европейская ракета-носитель «Ариан». С тех пор было реализовано 216 успешных запусков ракет данной серии.
В 1990 году на околоземную орбиту был выведен космический телескоп «Хаббл», в разработке которого участвовали европейские специалисты.
В 1995—1998 годах на околоземной орбите находился европейский космический телескоп «Инфракрасная космическая обсерватория».
В 2005 году был проведен запуск проекта спутниковой системы навигации «Галилео», который является аналогом российской ГЛОНАСС и американской GPS. Впоследствии в эту систему вошло восемь спутников, с перспективой увеличения их до 30 к 2020 г.
В 2012—2014 годах ЕКА осуществило четыре запуска легкой ракеты-носителя «Вега».
В феврале 2015 года агентство запустило в космос корабль многоразового использования — промежуточное экспериментальное транспортное средство IXV (The Intermediate eXperimental Vehicle). В результате полета ученые протестировали несколько высокотехнологичных решений для дальнейших космических аппаратов.
В 2020 году ЕКА заявило, что намерено самостоятельно начать пилотируемые космические полёты с помощью новых ракет, так как не желает отставать в быстроразвивающейся отрасли.

## Организация
Штаб-квартира Агентства находится в Париже. В Нордвейке (Нидерланды) расположен Европейский центр космических исследований и технологий.
Европейский космический центр управления расположен в Дармштадте (Германия).
В другом немецком городе, Кёльне, расположен Европейский центр космонавтов.
Центр наблюдения за Землёй и информационный центр ЕКА находятся во Фраскати под Римом (Италия).
Для запусков создаваемых космических аппаратов используется космодром Куру во Французской Гвиане.
ЕКА имеет контактные офисы в Бельгии, США и России, и наземные станции слежения по всему миру.
В агентстве постоянно работает 2547 человек (2023), а его годовой бюджет составляет 7,79 миллиарда евро (2024).

### Филиалы
- ESAC — Европейский астрономический центр (Вильянуэва-де-ла-Каньяда, Мадрид, Испания);
- ECSAT — Европейский центр применения космической техники и телекоммуникаций (Харуэлл, Оксфордшир, Великобритания);
- ESEC — Европейский центр космической безопасности и образования (Редю, Бельгия);
- ESTEC — Европейский исследовательский и технологический центр (Нордвейк — Нидерланды). Центр ответственный за разработку многих космических технологий и проектирование космических аппаратов;
- ESOC — Европейский центр управления космическими полётами (Дармштадт — Германия). Центр осуществляет контроль и управление работой космических аппаратов ЕКА на орбите и в дальнем космосе;
- EAC — Европейский центр по подготовке космонавтов (Кёльн — Германия);
- ESRIN — Европейский космический исследовательский институт (Фраскати — Италия). Ответственный за сбор, хранение данных, полученных с европейских космических аппаратов, и за распространение этих данных между государствами-членами и партнёрами ЕКА.

## Управление и руководство

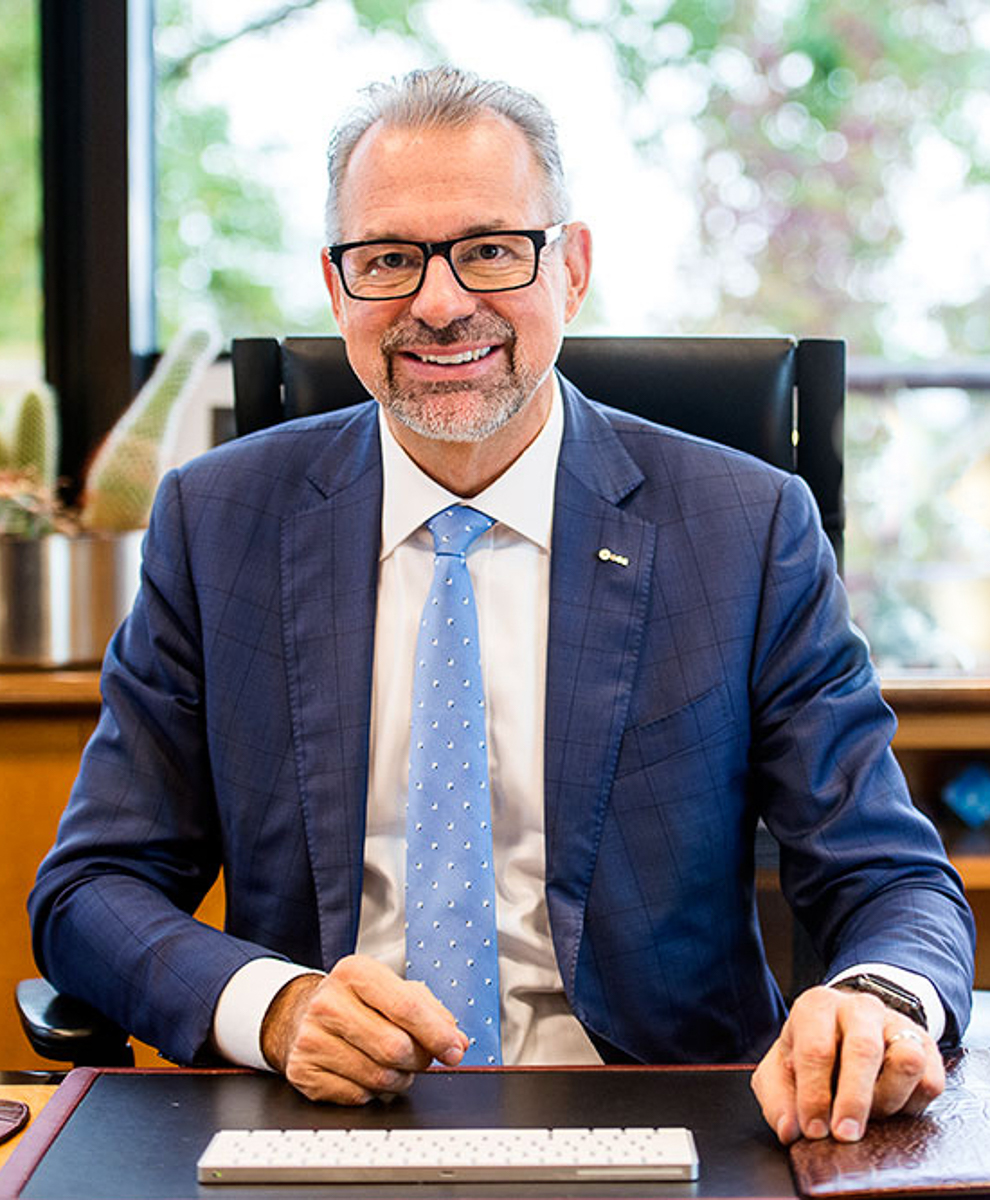
Исполняющий обязанности генерального директора ЕКА Йозеф Ашбахер

Агентство управляется Советом ЕКА, который утверждает стратегию политики агентства. Совет министров ЕКА собирается каждые три года. Каждое государство — член ЕКА представлено в Совете министром и имеет один голос, независимо от величины финансового вклада и географических размеров. Руководит Агентством Генеральный директор, выбираемый Советом ЕКА на 4 года. К дополнительным органам Совета относятся административно-финансовый комитет, комитет по научным программам, комитет промышленной политики и комитет по международным отношениям.
| Должностное лицо     | Срок пребывания | Страна происхождения | Комментарий |
| -------------------- | --------------- | -------------------- | ----------- |
| Рой Гибсон           | 1975-1980       | Великобритания       |             |
| Эрик Квистгард       | 1980-1984       | Дания                |             |
| Раймар Люст          | 1984-1990       | Германия             |             |
| Жан-Мари Лутона      | 1990-1997       | Франция              |             |
| Антонио Родота       | 1997-2003       | Италия               |             |
| Жан-Жак Дорден       | 2003-2015       | Франция              |             |
| Иоганн-Дитрих Вернер | с 1 июля 2015   | Германия             |             |
| Йозеф Ашбахер        | с 1 марта 2021  | Австрия              |             |

## Государства-участники, финансирование и бюджет

### Членство и вклад в ЕКА

Страны — участники ЕКА
по ECS соглашению
подписавшие Соглашение о сотрудничестве

Страны — участники ЕКА
Ассоциированные участники
Страны, сотрудничающие с ЕКА
по ECS-соглашению
подписавшие Соглашение о сотрудничестве

В данной таблице представлена общая информация о странах, входящих в ЕКА, и их вклад на 2016 год.
| Страна                    | Вступление           | Национальная программа      | Вклад (млн. €) | Вклад (%) |
| ------------------------- | -------------------- | --------------------------- | -------------- | --------- |
| Франция                   | 30 октября 1980      | CNES                        | 1311,7         | 26,9%     |
| Германия                  | 30 октября 1980      | DLR                         | 981,7          | 20,1%     |
| Италия                    | 30 октября 1980      | ASI                         | 665,8          | 13,7%     |
| Великобритания            | 30 октября 1980      | UKSA                        | 464,3          | 9,5%      |
| Испания                   | 30 октября 1980      | CDTI                        | 249,5          | 5,1%      |
| Бельгия                   | 30 октября 1980      | ISAB                        | 210,0          | 4,3%      |
| Нидерланды                | 30 октября 1980      | NSO                         | 100,3          | 2,1%      |
| Швейцария                 | 30 октября 1980      | SSO                         | 167,0          | 3,4%      |
| Швеция                    | 30 октября 1980      | SNSB                        | 83,2           | 1,7%      |
| Дания                     | 30 октября 1980      | DTU Space                   | 33,8           | 0,7%      |
| Ирландия                  | 10 декабря 1980      | EI                          | 24,8           | 0,5%      |
| Норвегия                  | 30 декабря 1986      | NSC                         | 86,3           | 1,8%      |
| Австрия                   | 30 декабря 1986      | FFG                         | 51,2           | 1%        |
| Финляндия                 | 1 января 1995        | TEKES                       | 27,4           | 0,6%      |
| Португалия                | 14 ноября 2000       | FCT                         | 21,0           | 0,4%      |
| Греция                    | 9 марта 2005         | ISARS                       | 20,6           | 0,4%      |
| Люксембург                | 30 июня 2005         | Luxinnovation               | 29,9           | 0,6%      |
| Чехия                     | 12 ноября 2008       | ČKK                         | 44,7           | 0,9%      |
| Румыния                   | 23 декабря 2011      | ROSA                        | 34,3           | 0,7%      |
| Польша                    | 19 ноября 2012       | CBK PAN                     | 38,4           | 0,8%      |
| Эстония                   | 4 февраля 2015       | Космическое бюро Эстонии    | 3,7            | 0,1%      |
| Венгрия                   | 24 февраля 2015      | Венгерское космическое бюро | 11,7           | 0,2%      |
| Словения                  | 18 июня 2024         | SPACE-SI                    |                |           |
| Другие                    | —                    | —                           | 181,3          | 3,7%      |
| Ассоциированные участники |                      |                             |                |           |
| Канада                    | 1 января 1979        | CSA                         | 28,0           | 0,6%      |
| Латвия                    | 30 июня 2020         | MoES                        | 1,1            | 0%        |
| Литва                     | 3 мая 2021           | LSO                         | 3              | 0,1%      |
| Словакия                  | 14 июня 2022         | SSO                         | 0              | 0%        |
| Участники и партнёры      | Участники и партнёры | Участники и партнёры        | 4870,0         | 100,0%    |
| Европейский союз          | 28 мая 2004          | ESP                         | 1683,3         | 93,0%     |
| EUMETSAT                  | —                    | —                           | 54,3           | 3,0%      |
| по ECS соглашению         | —                    | —                           | 0,0            | 0,0%      |
| Другие поступления        | —                    | —                           | 72,4           | 4,0%      |
| Всего ЕКА                 | Всего ЕКА            | Всего ЕКА                   | 6680,0         | 100,0%    |

### Выделение и распределение бюджета

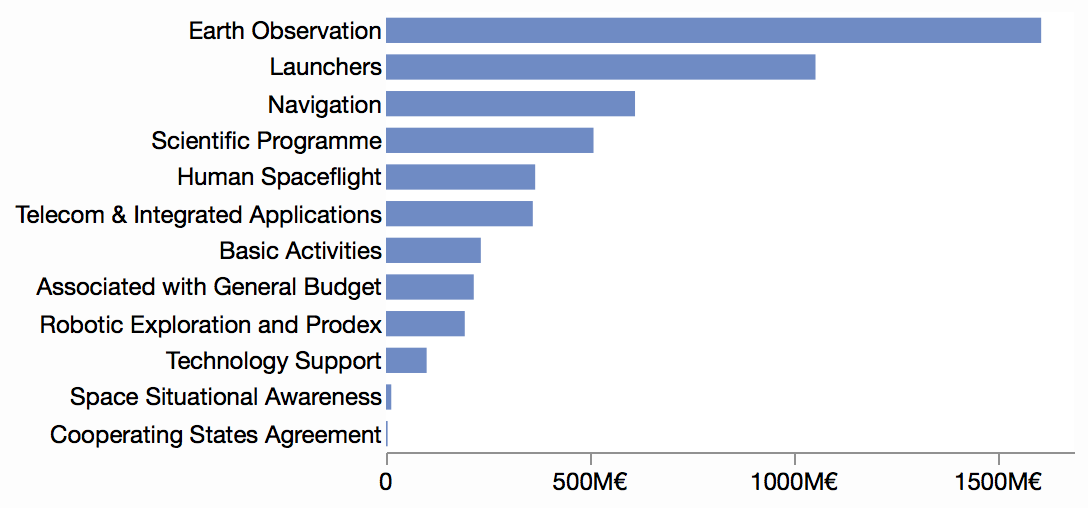
Бюджет на 2016 год: 5,25 млрд €

Бюджет Европейского космического агентства на 2024 год составил 7,79 миллиарда евро. Деятельность ЕКА финансируется с помощью взносов стран-членов с учётом валового национального дохода. Порядка 59 % суммы является вкладом Германии, Франции и Италии. По объёмам финансирования главным приоритетом остаются прикладные программы наблюдения за Землёй. Второе место занимают затраты на разработку средств выведения.
Бюджет ЕКА составлял 2,977 млрд € в 2005 году, 2,904 млрд € в 2006, 3,018 млрд € в 2008, 3,600 млрд € в 2009, 4,28  млрд € в 2013 году, 5,25 млрд € в 2016 году, 6,68 млрд € в 2020 году, 7,15 млрд € в 2022 году, 7,79 млрд € в 2024 году. Каждые 3-4 года члены ЕКА согласовывают бюджетный план на несколько лет на конференции членов ЕКА. Хотя план может быть изменён, он определяет основное направление деятельности.
Как правило, страны имеют собственные космические программы, которые по-разному взаимодействуют с ЕКА в финансовом и организационном плане. К примеру, французское космическое агентство CNES имеет бюджет, который превышает выделяемые ЕКА средства вдвое. Агентство координирует работу с такими национальными программами. Существуют также совместные проекты между ЕКА и национальными космическими агентствами. С 1975 г. было реализовано более 30 таких программ.

### Расширение
Вступление в ЕКА происходит в три этапа. На первом этапе страна подписывает Соглашение о сотрудничестве (англ. Cooperation Agreement). Если страна желает более полно сотрудничать с ЕКА, она подписывает ECS соглашение (англ. European Cooperating State Agreement). Соглашение действует в течение пяти лет, по окончании которых страна может либо начать переговоры о полном членстве, либо подписать новое соглашение.
Статус «наблюдателя» получили 7 стран: Болгария, Кипр, Латвия, Литва, Мальта, Словакия и Словения. Статус наблюдателя даётся странам, которые рассматривают потенциальную возможность сотрудничества, а в дальнейшем — и присоединения к космическому агентству.
18 июня 2024 года Словения официально стала 23-м членом EKA.

### Возможная кооперация с другими агентствами
Хорватия на текущий момент является единственным государством Евросоюза, не подписавшим соглашение о сотрудничестве.
Вместе с Роскосмосом с 2007 года осуществляется совместный проект «Союз на Куру», в рамках которого с космодрома в Куру происходит запуск российских кораблей. Для этого в Куру были построены специальные стартовые комплексы для новых ракет-носителей — «Союз-СТ-А» и «Союз-СТ-Б». Для совершения ряда научных проектов ЕКА использует возможности российских ракет-носителей среднего класса «Союз» и тяжелого класса «Протон». Первый запуск «Союза-СТ-Б» был осуществлен 21 октября 2011 г. Российскими носителями были выведены на орбиту астрофизическая обсерватория «INTEGRAL», аппарат «Марс-экспресс», «Венера-экспресс» и другие. Также совместно с Роскосмосом ведется работа над созданием ракетного двигателя многоразового использования «Волга», осуществляется программа по исследованию Марса «ЭкзоМарс». В 2013 г. ЕКА и Россия подписали меморандум по программе исследования Луны.

### Специализация
В рамках ЕКА Франция (Национальный центр космических исследований c субподрядчиками Arianespace, подразделения в EADS Astrium Aérospatiale и Matra Marconi Space и др.) специализируется на эксплуатации ставшего европейским космодрома Куру, разработке и массовом изготовлении основных европейских средних и тяжёлых ракет-носителей Ариан, спутников и прочих космических систем.
Италия (Итальянское космическое агентство и её основной субподрядчик Alenia Aeronautica) создала или участвовала в создании ряда спутников, межпланетных станции, лёгкой европейской ракеты-носителя Вега и имеет уникальный в Европе большой опыт изготовления по заказам ЕКА и НАСА герметичных космических модулей: шаттловской станции-лаборатории Спейслэб, модулей Международной космической станции (МКС) «Коламбус», «Гармония», «Спокойствие», «Купол» и запускавшихся на Шаттле герметичные многоцелевые модули снабжения МКС (MPLM) «Леонардо» (затем Герметичный многофункциональный модуль (PMM)), «Рафаэль» и «Донателло».
Германия (Германский центр авиации и космонавтики с немецкими субподрядчиками в EADS Astrium Space Transportation, DASA и другими) содержит ряд главных европейских космических центров управления и подготовки (в том числе европейских космонавтов), изготавливает спутники, межпланетные станции, автоматические грузовые корабли для МКС ATV и так далее.

## Пилотируемая космонавтика
Изначально пилотируемая космонавтика не включалась в задачи ЕКА. После своего формирования, в отличие от американской и советской программ, организация рассматривалась как научно-исследовательский проект по непилотируемому освоению космоса. Поэтому неудивительно, что первым европейским космонавтом не из СССР стал не участник ЕКА, а Владимир Ремек из Чехословакии, совершивший в 1978 году полёт на советском космическом корабле Союз, за которым в том же году последовали поляк Мирослав Гермашевский и космонавт из ГДР Зигмунд Йен. Хотя в советской программе по сотрудничеству Интеркосмос участвовали в основном страны Восточного блока, в 1982 году Жан-Лу Кретьен стал первым космонавтом из западной Европы, совершив полёт на станцию Салют-7.
В 1978 году были отобраны первые 3 астронавта для участия в подготовке к полёту на «Спейс шаттле» по программе «Спейслэб» (Ульф Мербольд (ФРГ), Вюббо Оккелс (Нидерланды), Клод Николье (Швейцария)).
Поскольку формально Кретьен совершил полёт как член CNES, первым космонавтом ЕКА в космосе считается Ульф Мербольд, который в декабре 1983 года участвовал в миссии программы шаттла STS-9. STS-9 стало началом длительного сотрудничества ЕКА с НАСА, в рамках которого космонавты ЕКА совершили несколько десятков полётов, преимущественно с использованием неотделяемой лаборатории Спейслэб, герметичные модули для которой по заказу НАСА изготовлены в Европе. Некоторые из этих миссий полностью финансировались и организовывались ЕКА. В то же время ЕКА продолжило взаимодействие с СССР, а позднее — и Россией, которое позволило совершить множество визитов на станцию «Мир».
Во второй половине 1980-х годов европейские пилотируемые полёты перестали быть исключением и в мае 1990 года в Кёльне, Германия, был организован Европейский центр астронавтов (EAC) на базе Немецкого аэрокосмического агентства (DLR) по подготовке собственного европейского отряда астронавтов, в число которых производилось несколько наборов из разных стран — членов ЕКА.
В 1992 году был проведён второй набор астронавтов для подготовки по двум программам: «Гермес» и «Коламбус» (Жан-Франсуа Клервуа (Франция), Томас Райтер (ФРГ), Кристер Фуглесанг (Швеция), Педро Дуке (Испания), Маурицио Кели (Италия), Марианна Мерше (Бельгия)).
25 марта 1998 Совет ЕКА принял решение о создании единого Европейского отряда астронавтов в количестве 16 человек: по 4 от ФРГ, Франции и Италии и ещё 4 от других стран, входящих в ЕКА. Тогда же к отряду присоединились Клоди Эньере и Леопольд Эйартц (Франция), Ханс Шлегель и Герхард Тиле (ФРГ), Умберто Гуидони, Роберто Виттори и Паоло Несполи (Италия).
С 1 ноября 1999 года руководителем отряда стал Жан-Пьер Эньере.
В 1999 году к отряду присоединились Мишель Тонини и Клоди Андре-Деэ (Франция), Райнхольд Эвальд (ФРГ) и Андре Кёйперс (Нидерланды). В 2000 году — Франк Де Винне (Бельгия).
4-й набор состоялся в мае 2009 году. В отряд отобрались Лука Пармитано и Саманта Кристофоретти (Италия), Тимоти Пик (Великобритания), Александр Герст (ФРГ), Андреас Могенсен (Дания) и Тома Песке (Франция).
В 2015 году отряд пополнил Матиас Маурер (ФРГ).
В 2020 году ЕКА заявило, что намерено самостоятельно начать пилотируемые космические полёты с помощью новых ракет, так как не желает отставать в быстроразвивающейся отрасли.

## Проекты ЕКА
- Ариан — семейство ракет-носителей
- Джеймс Уэбб — автоматическая обсерватория на гало-орбите в точке Лагранжа L2 системы Солнце — Земля, названная в честь Джеймса Уэбба (совместно с NASA и CSA)
- Хаббл — автоматическая обсерватория на орбите вокруг Земли, названная в честь Эдвина Хаббла (совместно с NASA)
- ISO — инфракрасная космическая обсерватория
- Спейслэб — многоразовая космическая лаборатория, не отделяемая в ходе полёта кораблей США «Спейс шаттл»
- Коламбус — изначально проект отдельной орбитальной станции, реализованный в виде модуля МКС
- ATV — автоматический грузовой корабль
- Джотто — АМС к комете Галлея
- Гюйгенс — посадочный модуль для Титана (спутника Сатурна) на АМС «Кассини» (совместно с NASA)
- Смарт-1 — АМС к Луне
- Розетта — АМС к комете
- Марс-экспресс — АМС к Марсу
- Венера-экспресс — АМС к Венере
- BepiColombo — совместная с JAXA АМС к Меркурию
- Дарвин — космический инфракрасный телескоп для поиска экзопланет
- Euclid — космический телескоп
- Gaia — космический телескоп
- Галилео — спутниковая система навигации
- MetOp — метеорологические спутники
- YES и YES2 — спутники молодых инженеров
- Гермес — многоразовый крылатый пилотируемый космический корабль (отменённый проект 1987—1993 гг.)
- Вега — лёгкая ракета-носитель.
- Союз-СТ — заказываемая в России ракета-носитель для запусков из Куру
- CSTS — частично многоразовый бескрылый пилотируемый космический корабль (отменённый проект 2006—2018 г.)
- Space Rider — проект многоразовой космической транспортной системы.

### Программы ЕКА
ЕКА организовывала и организовывает программы фундаментальных космических исследований:
- EURECA
  - Horizon 2000[венг.],
  - Horizon 2000 plus
  - Cosmic Vision
- Aurora